# Norman Fucking Rockwell
Norman Fucking Rockwell – szósty album studyjny amerykańskiej piosenkarki Lany Del Rey, wydany 30 sierpnia 2019.

## Lista utworów
| Nr  | Tytuł utworu                                                            | Tekst | Produkcja                                      | Długość |
| --- | ----------------------------------------------------------------------- | --- | ---------------------------------------------- | ------- |
| 1.  | „Norman Fucking Rockwell”                                               | Lana Del Rey, Jack Antonoff | Antonoff, Del Rey                              | 4:08    |
| 2.  | „Mariners Apartment Complex”                                            | Del Rey, Antonoff | Antonoff, Del Rey                              | 4:07    |
| 3.  | „Venice Bitch”                                                          | Del Rey, Antonoff | Antonoff, Del Rey                              | 9:37    |
| 4.  | „Fuck It I Love You”                                                    | Del Rey, Antonoff | Antonoff, Watt, Bell                           | 3:38    |
| 5.  | „Doin’ Time”                                                            | Bradley Jame Nowell, Marshall Raymond Goodman, Ira Gershwin, George Gershwin, Dorothy Heyward, DuBose Heyward, Adam Keefe Horovitz, Adam Nathaniel Yaunch, Rick Rubin | Andrew Watt, Happy Perez                       | 3:17    |
| 6.  | „Love Song”                                                             | Del Rey, Antonoff | Antonoff, Del Rey                              | 3:49    |
| 7.  | „Cinnamon Girl”                                                         | Del Rey, Antonoff | Antonoff, Del Rey                              | 5:00    |
| 8.  | „How To Disappear”                                                      | Del Rey, Antonoff | Antonoff, Del Rey                              | 3:48    |
| 9.  | „California”                                                            | Del Rey, Zachary Edwin Dawes | Del Rey, Dawes                                 | 5:05    |
| 10. | „The Next Best American Record”                                         | Del Rey, Rick Nowels | Nowels, Kieron Menzies, Dean Reid, Mighty Mike | 5:49    |
| 11. | „The Greatest”                                                          | Del Rey, Antonoff | Antonoff, Del Rey                              | 5:00    |
| 12. | „Bartender”                                                             | Del Rey, Nowels |                                                | 4:23    |
| 13. | „Happiness Is a Butterfly”                                              | Del Rey, Antonoff, Nowels | Antonoff, Del Rey, Nowels                      | 4:32    |
| 14. | „Hope Is a Dangerous Thing for a Woman Like Me to Have – but I Have It” | Del Rey, Antonoff | Antonoff, Del Rey                              | 5:24    |
|     |                                                                         | |                                                | 1:07:37 |

## Notowania
| Lista przebojów (2019)              | Najwyższa pozycja |
| ----------------------------------- | ----------------- |
| Australia (ARIA Charts)             | 4                 |
| Austria (Ö3 Austria Top 40)         | 7                 |
| Belgia (Ultratop Flandria)          | 2                 |
| Belgia (Ultratop Walonia)           | 3                 |
| Czechy (ČNS IFPI)                   | 4                 |
| Dania (Album Top-40)                | 3                 |
| Finlandia (Suomen virallinen lista) | 6                 |
| Francja (SNEP)                      | 4                 |
| Hiszpania (PROMUSICAE)              | 2                 |
| Holandia (MegaCharts)               | 4                 |
| Irlandia (IRMA)                     | 2                 |
| Japonia (Oricon)                    | 101               |
| Kanada (Billboard Canadian Albums)  | 3                 |
| Korea Południowa (Gaon Chart)       | 83                |
| Litwa (AGATA)                       | 1                 |
| Łotwa (LAIPA)                       | 8                 |
| Niemcy (Media Control Charts)       | 5                 |
| Norwegia (VG-Lista)                 | 2                 |
| Nowa Zelandia (Recorded Music NZ)   | 5                 |
| Polska (OLiS)                       | 4                 |
| Portugalia (AFP)                    | 1                 |
| Stany Zjednoczone (Billboard 200)   | 3                 |
| Szwajcaria (Alben Top 100)          | 1                 |
| Szwecja (Sverigetopplistan)         | 2                 |
| Węgry (MAHASZ)                      | 15                |
| Wielka Brytania (OCC)               | 1                 |
| Włochy (FIMI)                       | 5                 |

## Certyfikaty i sprzedaż
| Kraj                     | Certyfikat         | Sprzedaż |
| ------------------------ | ------------------ | -------- |
| Belgia (BEA)             | złota płyta        | 10 000+  |
| Dania (IFPI Danmark)     | platynowa płyta    | 20 000+  |
| Kanada (MC)              | platynowa płyta    | 80 000+  |
| Polska (ZPAV)            | 2x platynowa płyta | 40 000+  |
| Stany Zjednoczone (RIAA) | złota płyta        | 500 000+ |
| Wielka Brytania (BPI)    | złota płyta        | 100 000+ |
| Włochy (FIMI)            | złota płyta        | 25 000+  |

## Nominacje
| Rok  | Nagroda      | Kategoria  | Wynik     |
| ---- | ------------ | ---------- | --------- |
| 2020 | Grammy Award | Album roku | Nominacja |